# Róger Sánchez Flores
Róger Sánchez Flores (Managua, 26 de enero de 1960 - 5 de noviembre de 1990), conocido como Róger, fue un caricaturista, historietista y periodista nicaragüense. 
Siendo estudiante de ingeniería civil, y nunca habiendo recibido ningún curso de dibujo, comenzó a realizar sus primeras caricaturas, que fueron publicadas en abril de 1978 en el diario La Prensa, de amplia circulación nacional.
Después del triunfo de la Revolución Popular Sandinista el 19 de julio de 1979, empezó la publicación de sus muñecos en el diario Barricada.
Dirigió La Semana Cómica, semanario de humor referente en Nicaragua, donde publicó entregas de su Humor Erótico.
Róger Sánchez fue un caricaturista de profesión y un humorista por vocación, sus trazos, inicialmente de una clara influencia "quinoniana", pasaron pronto a tomar un matiz muy personal que cualquier nicaragüense era capaz de identificar. 
Ya fuera a través de sus Muñequitos del Pueblo o de El álbum de los Lunes, Róger siempre supo caracterizar al "Nica" en todas sus facetas, y hasta llegó a introducirse en la mayor fuente de tabús de toda sociedad: la sexualidad.
Demás está decir que Róger fue también ante todo un caricaturista político; su trabajo se desarrolló dentro de una circunstancia social y política que conocemos como "La Revolución", 
siendo sus ideales pro-sandinistas los que lo llevaron a convertir su pincel en un portavoz contra el bloqueo económico e intervención de los Estados Unidos; en el conflicto armado apoyando en lo político, lo militar y en logística a la llamada "Resistencia Nicaragüense" y los choques de los estratos sociales a lo interno de Nicaragua. Siendo estos los principales tópicos de Róger, es tarea difícil realizar una antología de su obra que pueda ser realmente apreciada por las nuevas generaciones;  la obra de Róger es historia, no se puede separar de ella. Asimismo, los dibujos, al igual que su autor, están marcados por una clara tendencia política que molestará a algunos y agradará a otros, pero algo que todos compartirán, será el recuerdo de una época de esperanza y fervor revolucionario.

## Obras
Su obra, que ha sido publicada en varios idiomas, se encuentra en sus compilaciones más populares: 
- Muñequitos del Pueblo(1980)[5]
- Esto es Serio (1982)
- Dos de cal una de arena (1986)
- Humor Erótico (1986)[3]

En razón de su prestigio y calidad artística indiscutibles fue invitado a participar como jurado en numerosos concursos internacionales de humor. 
Sus caricaturas han sido exhibidas en exposiciones en varios países de Latinoamérica y de Europa. 

## Valoración
En La historia sobre las caricaturas puede leerse:
"En México desde el siglo XIX descollaron valiosos caricaturistas: José Guadalupe Posada, Eduardo del Río, Constantino Escalante y los contemporáneos Miguel Covarrubias y Ángel Boligan. En los países centroamericanos, entre los más notables en el siglo XX, destacan en El Salvador, Toño Salazar y en Nicaragua, Roger Sánchez con sus caricaturas de tema político y erótico."

## Reconocimientos
- Orden de la Independencia Cultural Rubén Darío, otorgada póstumamente en 2003 en el Día del Periodista Nicaragüense, fue recibida por su hijo.

- Placa en bronce conmemorativa en el Monumento al Periodista Nicaragüense al centro de la Rotonda del Periodista en la ciudad de Managua,

dedicada por la Fundación Periodismo y Cultura "William Ramírez" y la Alcaldía de Managua.
En el acto solemne de la develación, Danilo Aguirre Solís, Presidente de la fundación, dijo:
"Esta vez incorporamos a esta especie de templo laico de los ilustres del periodismo, a Emilio Quintana, Francisco Hernández Segura, Gustavo Alemán Bolaños, Edgard Castillo (Koriko), Eugenio Leytón y Róger Sánchez, el creador de Polidecto".
Y sobre Róger, Aguirre Solís dijo:
"su humor no sólo nos dejó un dibujo irrepetible como perfección artística, sino que su contenido y su proyección argumentativa en el contexto nacional que le tocó vivir, escaló alturas todavía insospechables para los estudiosos de nuestra atormentada historia."